# Batalion (subunitate militară)

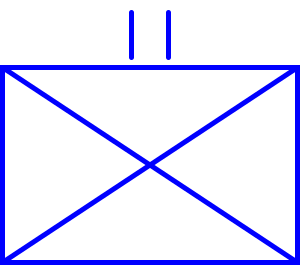
Codul NATO standard pentru un batalion aliat (culoarea albastră) de infanterie (forma simbolului).

Batalionul (în franceză Bataillon; în italiană Battaglione; din franceză : Bataille = luptă, bătălie) este o subunitate militară compusă din aproximativ 300–1.300 de soldați, alcătuită de obicei din două până la șapte companii și comandată în general de un locotenent colonel sau de un colonel. Mai multe batalioane grupate formează un regiment sau o brigadă.
În Forțele armate ale Federației Ruse un batalion are 350-500 de oameni pe timp de pace și poate ajunge până la 800 de persoane pe timp de război, în timp ce un batalion din armatele țărilor NATO este alcătuit din 600-900 de oameni.
Batalionul (în artilerie Divizion) este cea mai mică unitate capabilă de operațiuni militare independente. 
Alcătuirea batalionului are la origine Careurile de luptă (formațiuni de lăncieri dispuși în careuri cu laturile de 100 × 100 oameni, formând o „pădure de sulițe”), împărțite în patru pătrate mai mici, pentru a reduce pierderile cauzate de focul de artilerie. 
Batalionul poate fi atât o subunitate structurală a regimentului, brigăzii sau a diviziei, precum și o unitate separată de subordonare directă (de exemplu Batalionul de geniu „Codru” din Republica Moldova).

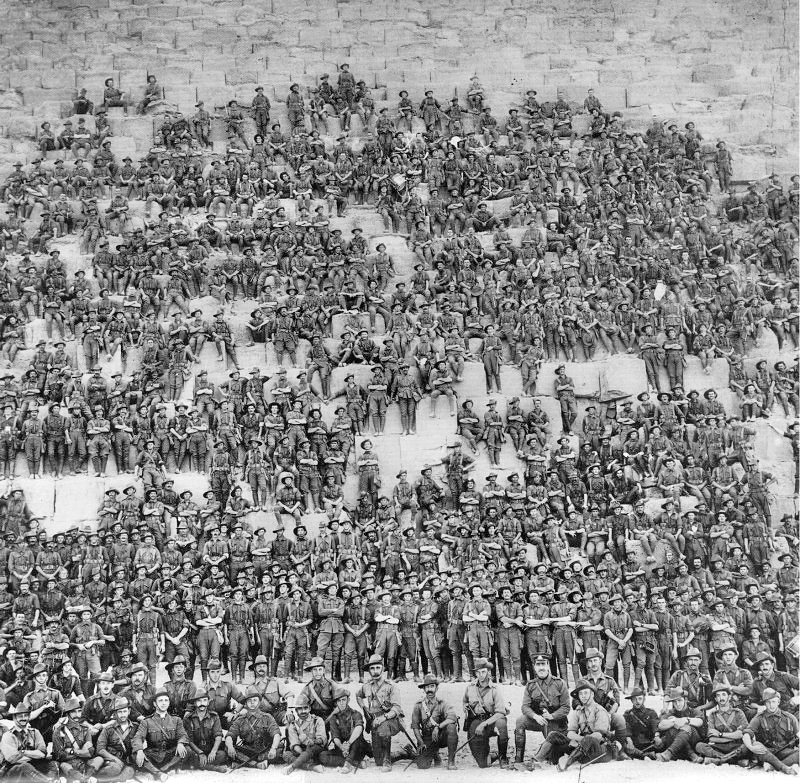
Batalionul 11 Infanterie australian lângă Marea Piramidă de la Gizeh în 10 ianuarie 1915.